# 粗枝腺柃
粗枝腺柃（学名：Eurya glandulosa var. dasyclados）为山茶科柃木属下的一个变种。

## 扩展阅读
- 維基物種上的相關：粗枝腺柃